# کریس لارکین
کریس لارکین (انگلیسی: Chris Larkin؛ زادهٔ ۱۹ ژوئن ۱۹۶۷) یک هنرپیشه اهل بریتانیا است.